# Hyalokellia tahaia
Hyalokellia tahaia is een tweekleppigensoort uit de familie van de Kelliidae. De wetenschappelijke naam van de soort is voor het eerst geldig gepubliceerd in 2012 door Raines & Huber.